# Gocea ohridana
Gocea ohridana is een slakkensoort uit de familie van de Hydrobiidae. De wetenschappelijke naam van de soort is voor het eerst geldig gepubliceerd in 1956 door Hadzisce.